# Sidi Ali (Marocco)
Sidi Ali  (in arabo سيدي علي‎?) è un centro abitato e comune rurale del Marocco situato nella provincia di Errachidia, regione di Drâa-Tafilalet. Conta una popolazione di 2 162 abitanti (censimento 2014).